# Ren Matsuzawa
Ren Matsuzawa (松沢 蓮 Matsuzawa Ren?, nacido el 27 de agosto de 1981) es un actor japonés. Nació en Tokio, Japón.
En 2000, interpretó a Keita Iijima en Battle Royale. También ha interpretado a "Jin Hakariya/Sazer Dail" en la serie televisión Chōseishin Gransazer.

## Filmografía
- Battle Royale, 2000
- Chōseishin Gransazer, 2003